# Python Software Foundation License
La Python Software Foundation License, o PSFL per les seves sigles en anglès, és una llicència de programari lliure permissiva, a l'estil de la llicència BSD, és a dir, que compleix amb els requisits  OSI per ser declarada llicència de programari lliure, a més, és compatible amb la llicència GPL. A diferència de la llicència GPL, i com la majoria de llicències tipus BSD, la llicència PSFL no és una llicència copyleft, i permet modificacions del codi font, així com la creació de treballs derivats, sense requerir que ni les modificacions ni els treballs derivats hagin de ser al seu torn de codi obert. La llicència PSFL està dins de les llistes de llicències aprovades tant per la Free Software Foundation com per l'Open Source Initiative.
Les versions més antigues de Python es trobaven sota l'anomenada Python license, que era incompatible amb la GPL. La raó adduïda per la FSF per aquesta incompatibilitat és que en la llicència s'estipulava que "aquesta llicència de Python es regeix per les lleis de l'Estat de Virginia, als Estats Units d'Amèrica, mentre que la GPL no admet això".
El 2001, l'any en què el creador de Python, Guido van Rossum, va canviar la llicència per arreglar aquesta incompatibilitat, va ser guardonat amb el premi " FSF Award for the Advancement of Free Software ".